# Alioune Sene
Alioune Sene (Dakar, 3 febbraio 1996) è un astista francese.

## Palmarès
| Anno | Manifestazione   | Sede       | Evento           | Risultato | Prestazione | Note                          |
| ---- | ---------------- | ---------- | ---------------- | --------- | ----------- | ----------------------------- |
| 2015 | Europei juniores | Eskilstuna | Salto con l'asta | Bronzo    | 5,30 m      | Miglior prestazione personale |
| 2018 | Europei          | Berlino    | Salto con l'asta | 12º       | 5,30 m      |                               |
| 2019 | Europei indoor   | Glasgow    | Salto con l'asta | 14º (q)   | 5,35 m      |                               |
| 2019 | Mondiali         | Doha       | Salto con l'asta | 26º (q)   | 5,45 m      |                               |